# Tiếng Kalašma
Tiếng Kalašma là một ngôn ngữ đã thất truyền thuộc ngữ tộc Tiểu Á. Ngôn ngữ này được sử dụng vào cuối thời đại đồ đồng ở Kalašma, một khu vực nằm trên rìa phía Tây Bắc của Đế quốc Hitti (thuộc khu vực xung quanh tỉnh Bolu của Thổ Nhĩ Kỳ ngày nay). Julius-Maximilians-Universität Würzburg đã công bố các phát hiện về tiếng Kalašma vào năm 2023 dựa trên phiến đất sét khai quật tại Hattusa (hiện nằm trong kho lưu trữ Bogazköy). Phần giới thiệu bằng tiếng Hitti của ngôn ngữ này mô tả nó như "ngôn ngữ của vùng đất Kalašma". Vào thời điểm công bố, các văn bản trên phiến đá vẫn chưa được giải mã. Phân loại nhóm ngôn ngữ của tiếng Kalašma vẫn chưa rõ ràng, có thể thuộc nhóm Luwi. Bản dịch của các văn bản sẽ được công bố khi quá trình giải mã hoàn tất (Dự kiến vào năm 2024).